# Vriesea vinicolor
Vriesea vinicolor är en gräsväxtart som beskrevs av Edmundo Pereira och Raulino Reitz. Vriesea vinicolor ingår i släktet Vriesea och familjen Bromeliaceae. Inga underarter finns listade i Catalogue of Life.